# Napredak Kruševac
O Fudbalski Klub Napredak Kruševac (sérvio:ФК Напредак Крушевац) é uma equipe de futebol da cidade de Kruševac, na Sérvia. Foi fundado em 1946, e suas cores são vermelho e branco.
Foi fundado como fusão do FK Sloboda Kruševac, FK Badza Kruševac e FK Miloje Zakic Kruševac, e recebeu esse nome relembrando a tradição da equipe de trabalhadores SK Napredac, fundada em 1919, que mudou seu nome em 1925 para FK Obilić.
Disputa seus jogos no Stadion Mladost, em Kruševac. Atualmente compete na primeira divisão do Campeonato Sérvio de Futebol, onde nunca teve uma participação de muito destaque. Sua melhor participação a nível nacional foi ter perdido a final da Copa da Iugoslávia em 2000, para o Estrela Vermelha. No Campeonato Iugoslavo, chegou na quarta posição na temporada 1979/80.
A nível europeu, disputou em duas oportunidades a Copa da UEFA. Em ambas foi eliminado na primeira fase: Na temporada 1980/81 perdeu para o Dynamo Dresden, e em 2000/01 perdeu para o OFI Creta.

## Títulos
O clube não possui nenhum título de relevância.